# Sanctuaire Notre-Mère-des-Douleurs de Portland
[[]]
Le sanctuaire Notre-Mère-des-Douleurs (ou Notre-Mère-Endolorie, en anglais : Our Sorrowful Mother, parfois traduit littéralement Notre-Douloureuse-Mère), localement appelé « la Grotte » (The Grotto) est un lieu de culte de l’Église catholique situé à Portland dans l’État de l’Oregon aux États-Unis. Il est administré par les Servites et rattaché à l’archidiocèse de Portland. La Conférence des évêques catholiques des États-Unis l’a désigné sanctuaire national en 1983,.
Le sanctuaire est principalement dédié à Notre-Dame des Douleurs. Une chapelle complémentaire dédiée à Notre-Dame de Guadalupe a été inaugurée le 29 octobre 2016.

## Galerie

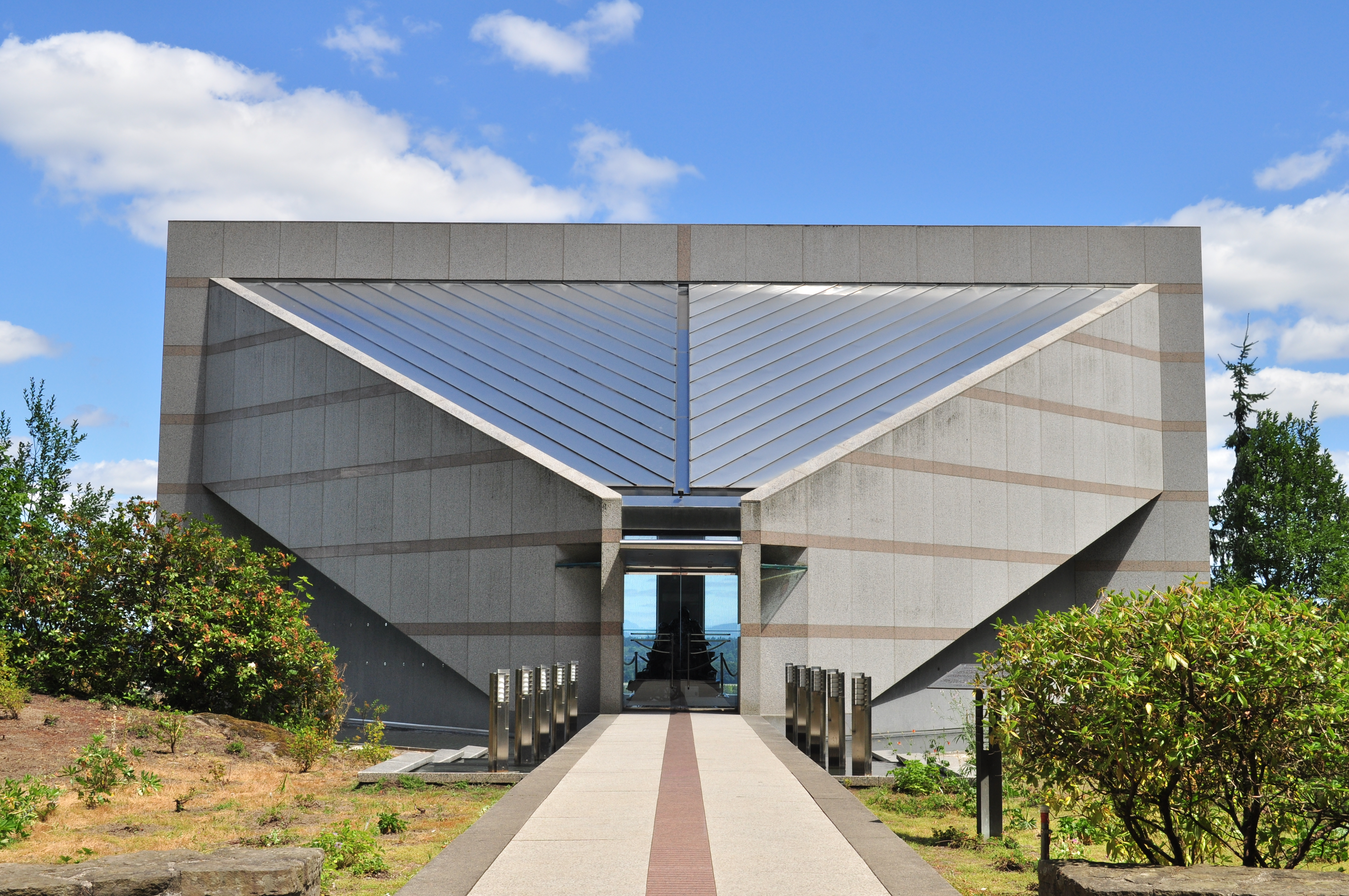
La chapelle méditative.
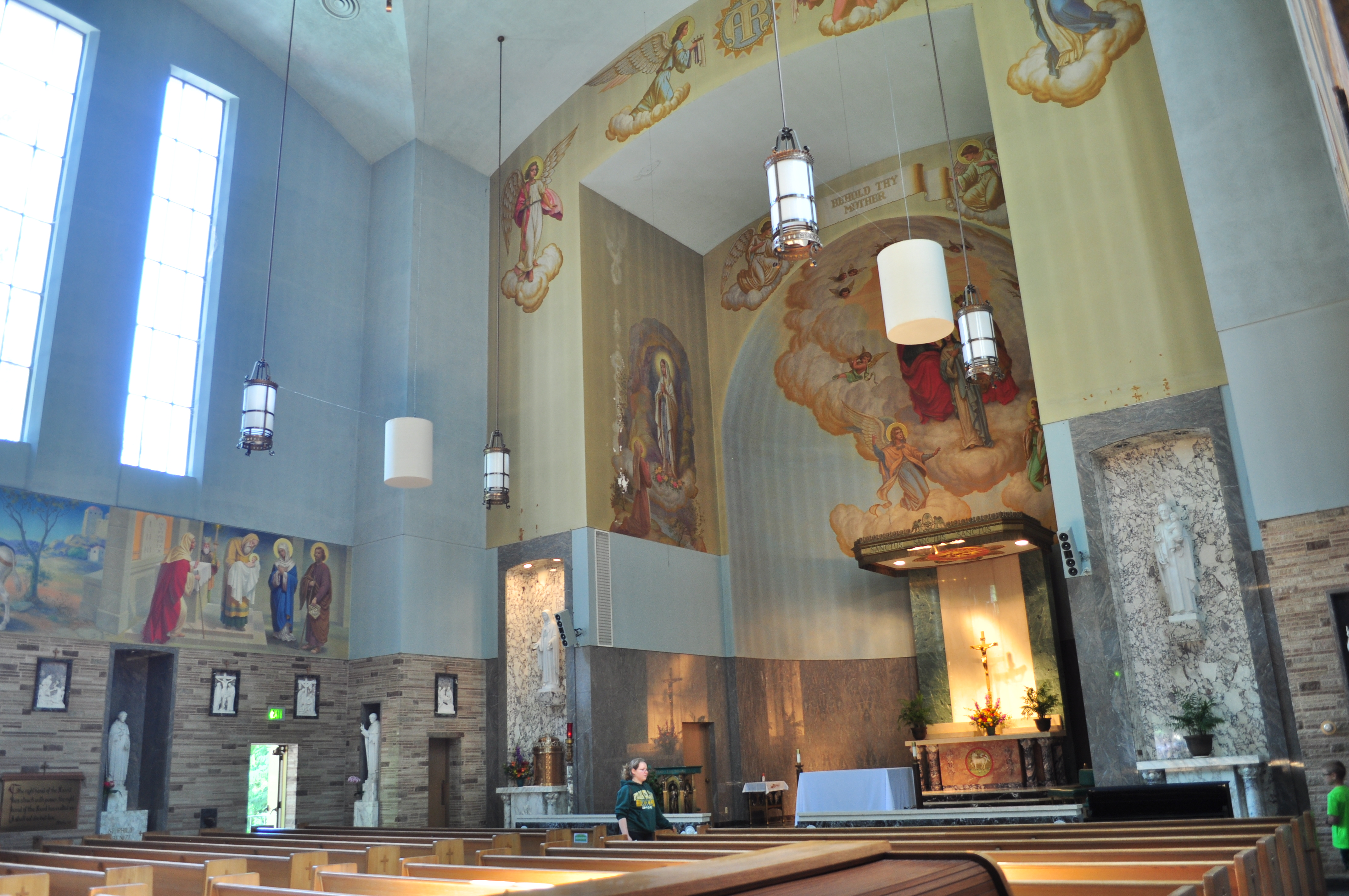
La chapelle Sainte-Marie.
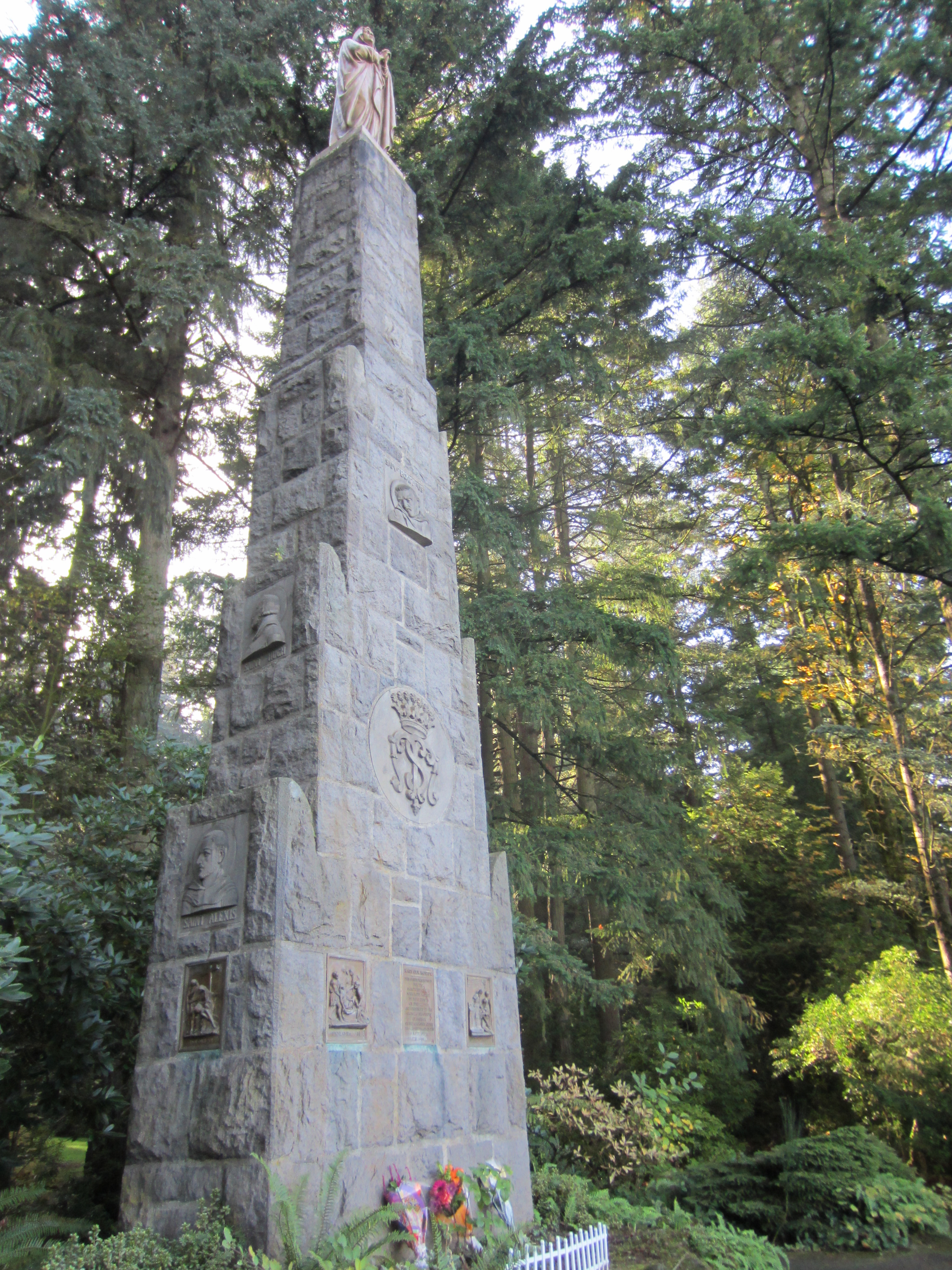
La colonne de la Mère Douloureuse (Mater Dolorosa).
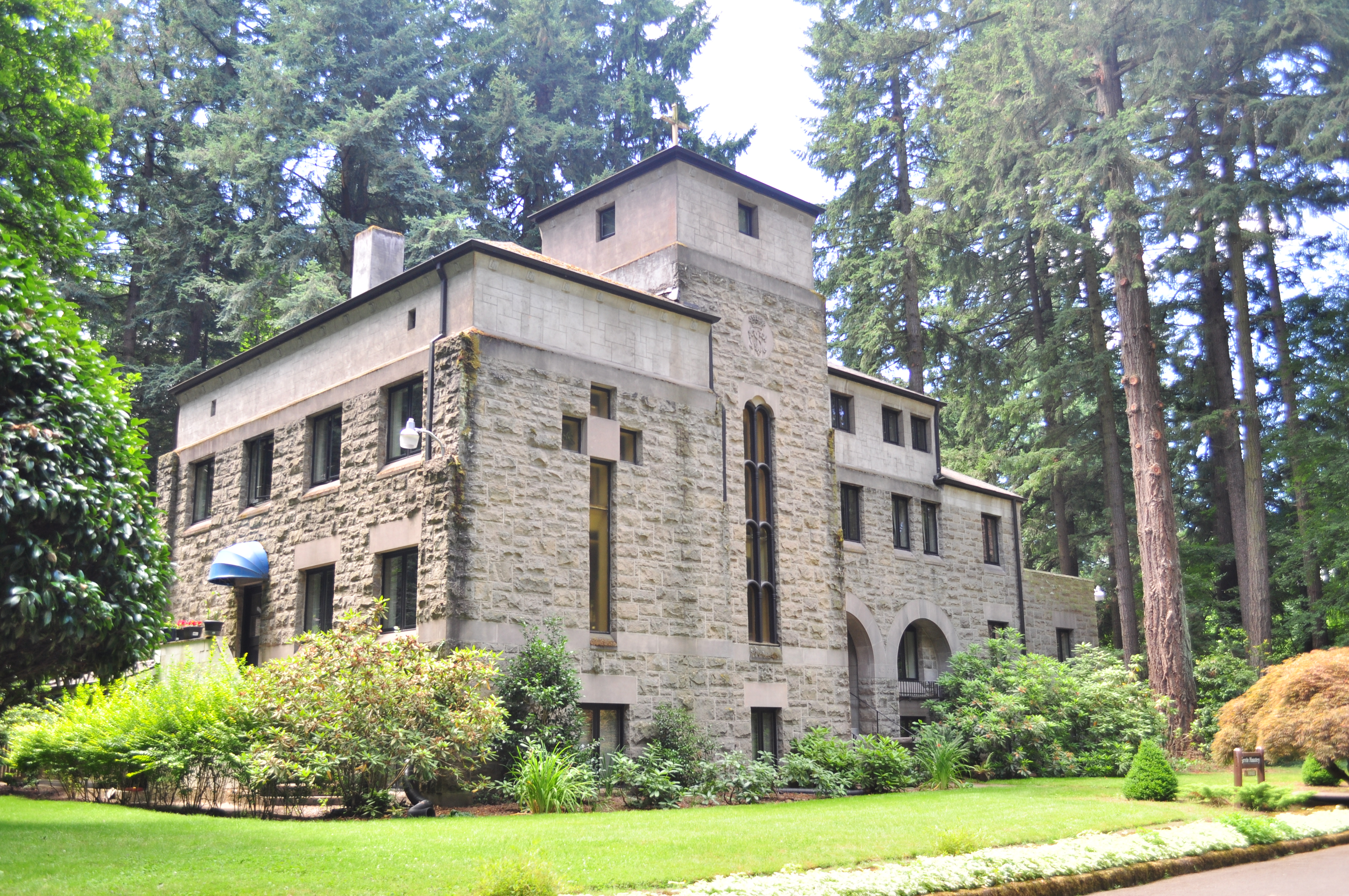
Le monastère des Servites.